# Chorsu (Samarcanda)
Chorsu (em persa: چارسو; em russo: Чорсу) ou Charsu é um antigo bazar histórico de Samarcanda, Usbequistão, situado junto à praça monumental do Reguistão, a qual integra o sítio do Património Mundial "Samarcanda - cruzamento de culturas". O seu nome, de origem persa, significa "cruzamento", e refere-se ao facto de se encontrar no local onde se cruzavam as estradas que ligavam Samarcanda a Tasquente, Bucara e Xacrisabez. Desde 2005 que funciona como museu e galeria de arte, onde são expostas de obras de arte históricas e contemporâneas, que mostram vários aspetos da diversidade da cultura e estilo de vida dos usbequistaneses, além da história e obras de arquitetura e escultura do passado.
Foi originalmente construído no fim do século XIV ou no século XV e reconstruído no início do século XVIII, quando passou a ser um centro de comércio de chapéus. Até lá era não apenas um mercado, mas também um centro de negócios. Até ao início do século XX, além de chapéus, vendiam-se no bazar roupa, medicamentos, livros e outros produtos. Durante o período soviético foi transformado num edifício memorial onde só eram vendidas recordações turísticas e pequenos objetos de uso diário. Em 2005 passou para a posse da Academia de Artes do Usbequistão e foi restaurado. Durante as obras de restauro, a remoção de uma camada de terra com três metros de altura revelou a edificação original.
O edifício tem estrutura hexagonal, com 12 esquinas, uma grande cúpula central e pequenas cúpulas sobre cada uma das quatro entradas.